# Temporada navideña
La temporada navideña (a menudo llamada simplemente vacaciones de Navidad, navidades o temporada festiva) es un período que se repite anualmente y que se reconoce en muchos países occidentales y con influencia occidental que generalmente se considera que va desde finales de noviembre hasta los primeros días de enero. Se define como la incorporación de al menos Navidad, y por lo general Año Nuevo, y a veces otros días festivos y festivales. También se asocia a un período de compras que comprende una temporada alta para el sector minorista (la temporada de compras navideñas), y un período de ventas al final de la temporada (las rebajas de enero). Los escaparates de Navidad y las ceremonias de iluminación de los árboles de Navidad cuando los árboles decorados con adornos y bombillas están iluminados son una tradición en muchas áreas.
La temporada navideña se inicia a finales de noviembre entre el 20 y 30 de noviembre durando todo el mes de diciembre finalizando el 1 de enero (Año Nuevo) o, en algunas tradiciones, el 6 de enero con la Epifanía; aunque la Navidad dure un día (25 de diciembre) la temporada se suele extender hasta inicios de enero. Sin embargo, a medida que el impacto económico que implicaba la anticipación del día de Navidad crecía en América y Europa en los siglos XIX y XX, el término temporada navideña comenzó a convertirse en sinónimo del tradicional calendario de Adviento, que sigue siendo ampliamente conocido en el lenguaje occidental como un término que se refiere a una cuenta atrás para el día de Navidad desde principios de diciembre. Sin embargo, a partir del XXI, gracias a internet, los memes y la música de varios artistas como Michael Bublé o Mariah Carey, varios consideran que el inicio de esta temporada es justo el 1 de noviembre, Día de Todos los Santos, e inmediatamente después de Halloween; esto ha llevado a que se produzca el conocido adelanto de Navidad. Algunos también consideran el inicio de la temporada navideña el cuarto viernes de noviembre, o Viernes Negro (Black Friday), día que se da el pistoletazo de salida de las compras navideñas.
A partir de mediados del siglo XX, a medida que las fiestas navideñas se fueron comercializando y centrando cada vez más en la economía y la cultura estadounidenses, mientras que la sensibilidad religioso-multicultural fue creciendo, las referencias genéricas a la época que omitió la palabra "Navidad" se hicieron más comunes en la esfera corporativa y pública de los Estados Unidos, lo que ha causado una controversia semántica que continúa hasta el presente. A finales del siglo XX, la fiesta judía de Hanukkah y la nueva fiesta cultural afroamericana de Kwanzaa comenzaron a ser consideradas en Estados Unidos como parte de la «temporada de fiestas», un término que a partir de 2013 se ha vuelto igual o más frecuente que la «temporada de Navidad» en las fuentes estadounidenses para referirse al período festivo de fin de año. La «temporada de vacaciones» también se ha extendido en diferentes grados en Canadá; sin embargo, en el Reino Unido e Irlanda, la frase «temporada de vacaciones» no es sinónimo del período de Navidad y Año Nuevo, y a menudo se asocia con las vacaciones de verano.

## Historia

### Saturnalia Romana
Saturnalia era una antigua fiesta romana en honor a la deidad Saturno, que se celebraba el 17 de diciembre del calendario juliano y que posteriormente se amplió con festividades hasta el 23 de diciembre. La fiesta se celebraba con un sacrificio en el Templo de Saturno, en el Foro Romano, y un banquete público, seguido de una entrega privada de regalos, una fiesta continua y un ambiente de carnaval que ponía fin a las normas sociales romanas: se permitían los juegos de azar, y los amos ofrecían servicio de mesa a sus esclavos. El poeta Catulo lo llamó "el mejor de los días".

### Fiesta de la Natividad de Nuestro Señor: Navidad

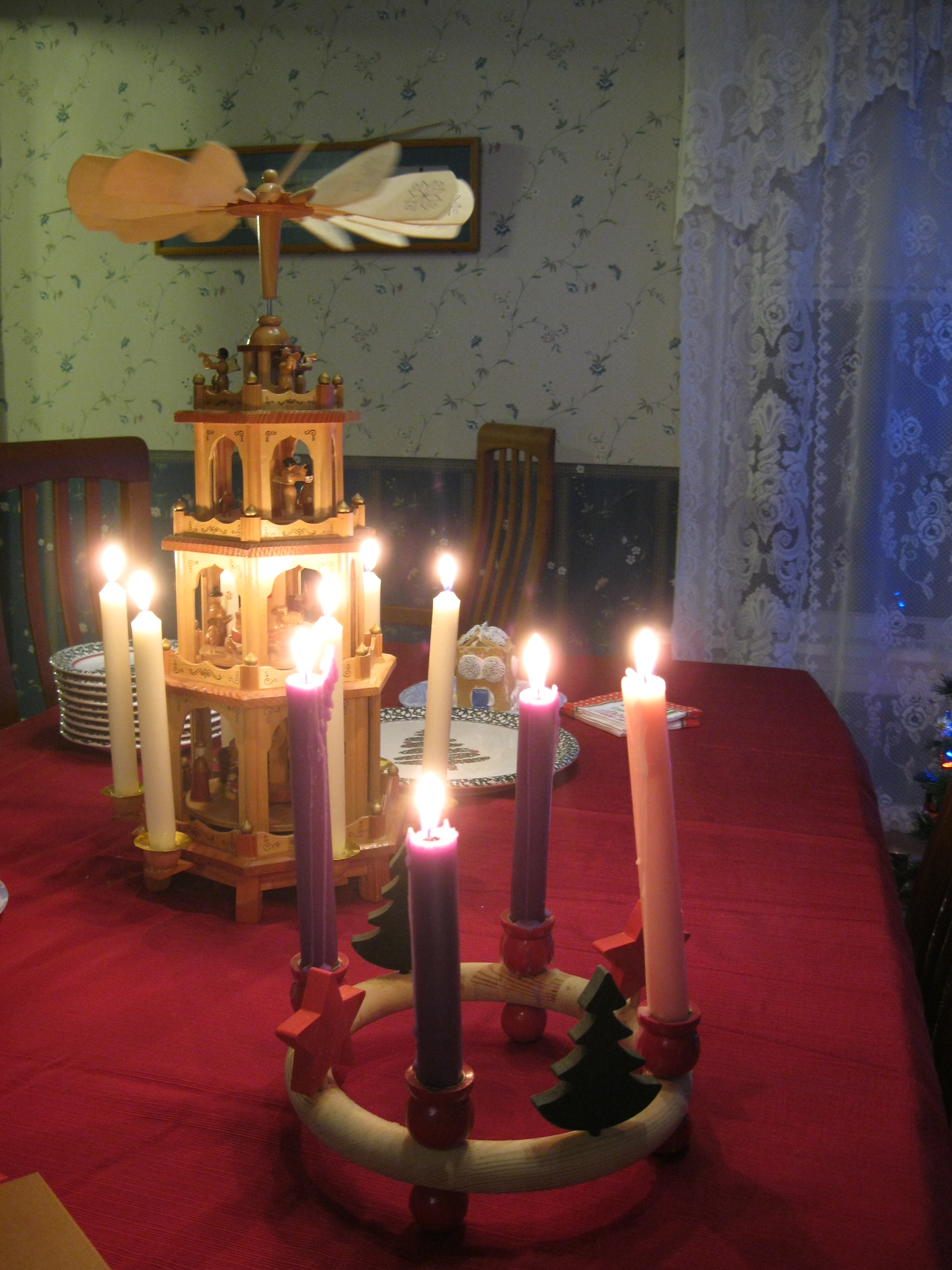
Una corona de Adviento y una pirámide de Navidad adornan una mesa de comedor.

La fuente más antigua que indica el 25 de diciembre como la fecha de nacimiento de Jesús fue Hipólito de Roma (170-236), escrito muy temprano en el siglo III, basado en la suposición de que la concepción de Jesús tuvo lugar en el equinoccio de primavera que colocó el 25 de marzo, y luego añadió nueve meses. Hay evidencia histórica de que a mediados del siglo IV las iglesias cristianas de Oriente celebraron el nacimiento y el bautismo de Jesús el mismo día, el 6 de enero, mientras que las de Occidente celebraron una fiesta de la Natividad el 25 de diciembre (quizás influenciadas por el solsticio de invierno); y que para el último cuarto del siglo IV, los calendarios de ambas iglesias incluían ambas fiestas. Las primeras sugerencias de un ayuno del Bautismo de Jesús el 6 de enero durante el siglo II provienen de Clemente de Alejandría, pero no hay más mención de tal fiesta hasta el año 361 cuando el emperador Juliano asistió a una fiesta el 6 de enero en el año 361.
En la tradición cristiana, el tiempo de Navidad es un período litúrgico . En algunas iglesias (por ejemplo, las iglesias luteranas y la Comunión Anglicana) la temporada continúa hasta la Duodécima Noche, el día antes de la Epifanía, que se celebra el 6 de enero o el domingo que oscile entre el 2 y el 8 de enero. En otras iglesias (por ejemplo, la Iglesia católica) continúa hasta la fiesta del Bautismo del Señor, que cae el domingo siguiente a la Epifanía, oscilando entre el 9 y el 13 de enero, o el lunes siguiente al 7 de enero, oscilando entre el 8 y el 9 de enero. Si la Epifanía se celebra el 6 de enero, el uso que hace la Iglesia de Inglaterra del término Navidad corresponde a los Doce días de Navidad, y termina en la Noche de Reyes.
Esta corta temporada navideña es precedida por el Adviento, que comienza el cuarto domingo antes del día de Navidad: la mayor parte de la temporada navideña comercializada cae durante el Adviento. La Comunión Anglicana sigue la temporada de Navidad con una temporada de Epifanía que dura hasta la Candelaria (2 de febrero), que es tradicionalmente el día 40 de la temporada de Navidad-Epifanía; en las Iglesias Luteranas y las Iglesias Metodistas, la Epifanía dura hasta el primer día de Cuaresma, el Miércoles de Ceniza.

### Comercialización y amplitud
El Pew Research Center encontró que a partir de 2014, el 72% de los estadounidenses apoyan la presencia de decoraciones navideñas cristianas, como el belén, en la propiedad del gobierno; de ese 72%, "los datos de la encuesta indican que una pluralidad (44%) de los estadounidenses dicen que los símbolos cristianos, como los belenes, deben ser permitidos en la propiedad del gobierno, incluso si no van acompañados de símbolos de otras religiones". Seis de cada diez estadounidenses asisten a los servicios religiosos en Navidad y "entre los que no asisten a la iglesia en Navidad, la mayoría (57 por ciento) dice que probablemente asistirían si alguien que conocen los invitara".
Según Yanovski et al., en Estados Unidos la temporada de fiestas "generalmente se considera que comienza el día después del Día de Acción de Gracias y termina después del Día de Año Nuevo". Según Axelrad, la temporada en Estados Unidos abarca al menos la Navidad y el Año Nuevo, y también incluye el día de San Nicolás. La Administración de Incendios de los Estados Unidos define la "temporada de vacaciones de invierno" como el período comprendido entre el 1 de diciembre y el 7 de enero. Según Chen et al., en China la Navidad y la temporada de fiestas "generalmente se considera que comienza con el solsticio de invierno y termina después del Festival de los Faroles". En algunas tiendas y centros comerciales, la mercancía de Navidad se anuncia a partir de Halloween o incluso a finales de octubre, junto con los artículos de Halloween. En el Reino Unido e Irlanda, la comida navideña suele aparecer en las estanterías de los supermercados ya en septiembre o incluso en agosto, mientras que la temporada de compras navideñas comienza a mediados de noviembre, cuando se encienden las luces de las calles principales.
Iconos y símbolos seculares, como Papá Noel y el Hombre de Nieve Helado, están en exhibición además de exhibiciones abiertamente cristianas de la Natividad. Las celebraciones de los días festivos también van desde la misa de medianoche hasta las ceremonias de iluminación del árbol de Navidad y la participación en el Little Drummer Boy Challenge.
La definición precisa de las fiestas y los días festivos que abarca la Navidad y la temporada de fiestas se ha vuelto controversial en los Estados Unidos en las últimas décadas. Mientras que en otros países los únicos días festivos incluidos en la "temporada" son la Nochebuena, el día de Navidad, el día de San Esteban, la víspera de Año Nuevo, el día de Año Nuevo y la Epifanía, en los últimos tiempos, esta definición en los EE. UU. ha comenzado a expandirse para incluir a Yule, Hanukkah, Kwanzaa, Acción de Gracias, Viernes Negro y Lunes Cibernético. Se cree que la expansión de la temporada navideña en los Estados Unidos para incluir el Día de Acción de Gracias comenzó en la década de 1920, cuando en las principales tiendas por departamento se lanzaron los desfiles de Macy's y Gimbels en el Día de Acción de Gracias para promover las ventas navideñas. Debido al fenómeno del arrastre navideño y a la inclusión informal del Día de Acción de Gracias, la Navidad y la temporada navideña han comenzado a extenderse a principios de año, superponiéndose al Día de Veteranos/Remembranza/Armisticio, Halloween y la Noche de Guy Fawkes.

## Compras

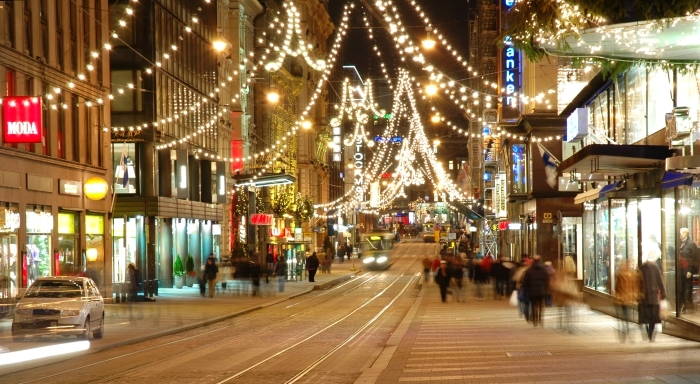
Compras vacacionales en Helsinki, Finlandia

El intercambio de regalos es fundamental para la Navidad y las fiestas, por lo que la temporada también incorpora una "temporada de compras navideñas". Se trata de un período de máxima actividad para el sector minorista al inicio de la temporada navideña (la "temporada de compras navideñas") y de un período de ventas al final de la temporada, las "ventas de enero".
Aunque antes se dedicaban principalmente a las ventas de blancos y a las ventas de liquidación, las ventas de enero comprenden ahora tanto las ventas de liquidación de invierno como las ventas que comprenden el canje de las tarjetas de regalo entregadas como regalo.  Young-Bean Song, director de análisis del Instituto Atlas de Seattle, afirma que es un "mito que la temporada de compras navideñas comience con el Día de Acción de Gracias y termine con la Navidad. Enero es una parte clave de la temporada navideña", afirmando que para el sector de comercio electrónico de los EE. UU. los volúmenes de ventas de enero coincidieron con los volúmenes de ventas de diciembre en la temporada navideña de 2004/2005.
Muchas personas encuentran este momento particularmente estresante. Como remedio, y como regreso a lo que ellos perciben como la raíz de la Navidad, algunos practican el dar alternativo.

### América del Norte

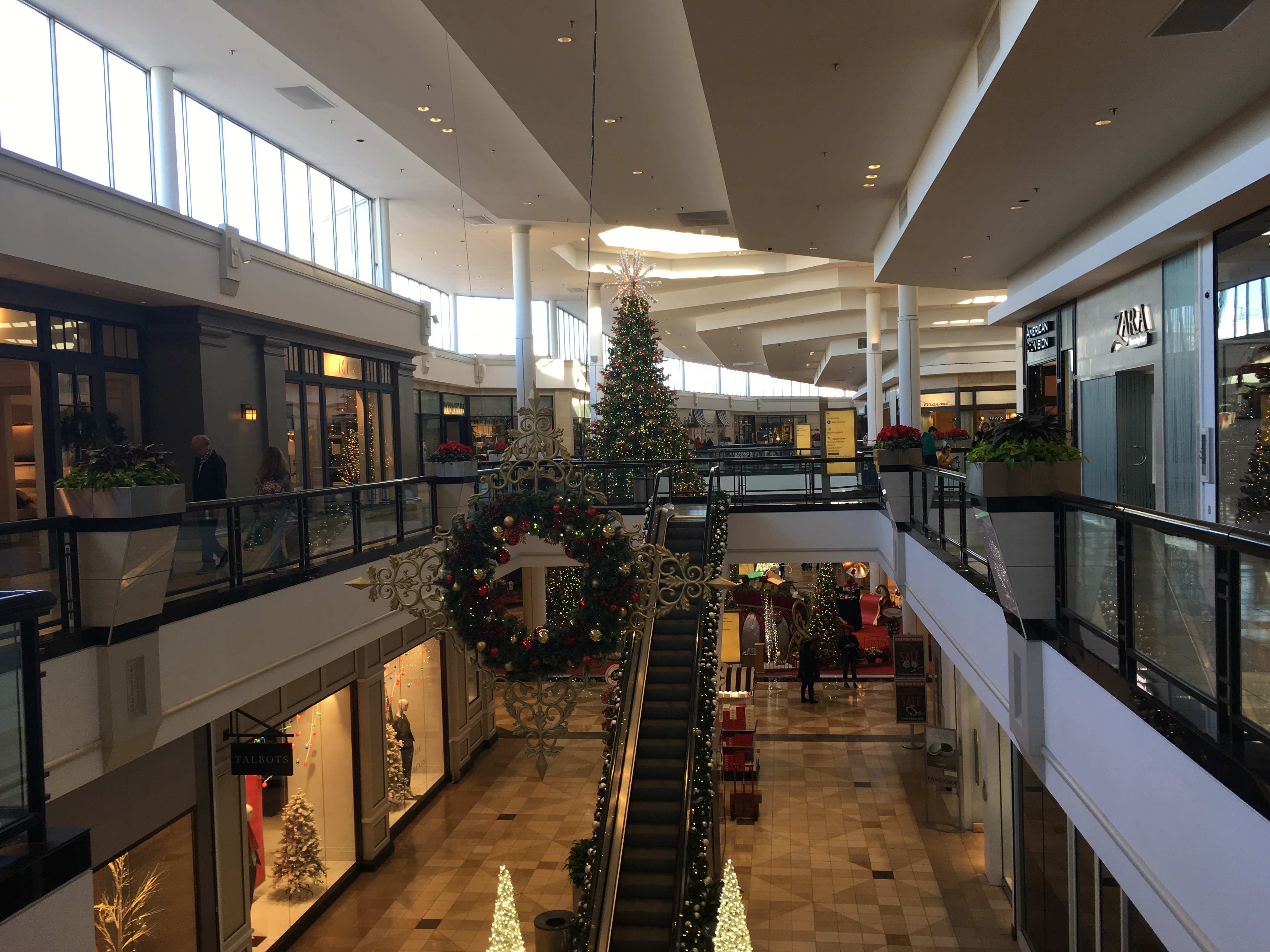
El centro comercial King of Prussia en King of Prussia, Pensilvania, decorado durante la temporada navideña.

En los Estados Unidos, la temporada navideña es un momento particularmente importante para las compras al por menor, con compradores que gastan más de $600 mil millones durante la temporada navideña de 2013, con un promedio de $767 por persona. Durante la temporada de compras navideñas de 2014, las ventas al por menor en Estados Unidos aumentaron a un total de más de $616 mil millones, y en 2015, las ventas al por menor en Estados Unidos aumentaron a un total de más de $630 mil millones, en comparación con los $616 mil millones de 2014. El comprador medio de los EE. UU. gastó una media de 805 dólares, de los cuales más de la mitad se dedicó a las compras familiares.
Tradicionalmente se considera que comienza el día después del Día de Acción de Gracias en Estados Unidos, un viernes coloquialmente conocido como Viernes Negro o Viernes Verde. Este es ampliamente reputado como el día de compras más ocupado de todo el año calendario. Sin embargo, en el 2004 la organización de tarjetas de crédito VISA reportó que durante los años anteriores el gasto en tarjetas de crédito VISA había sido de hecho de un 8 a un 19 por ciento más alto el último sábado antes del día de Navidad (es decir, el Súper Sábado) que el Viernes Negro. Una encuesta realizada en 2005 por GfK NOP descubrió que "los estadounidenses no se sienten tan atraídos por el Viernes Negro como muchos minoristas pueden pensar", con sólo el 17% de los encuestados diciendo que comenzarán sus compras navideñas inmediatamente después del Día de Acción de Gracias, el 13% diciendo que planean terminar sus compras antes del 24 de noviembre y el 10% esperando hasta el último día antes de realizar sus compras navideñas de regalos.

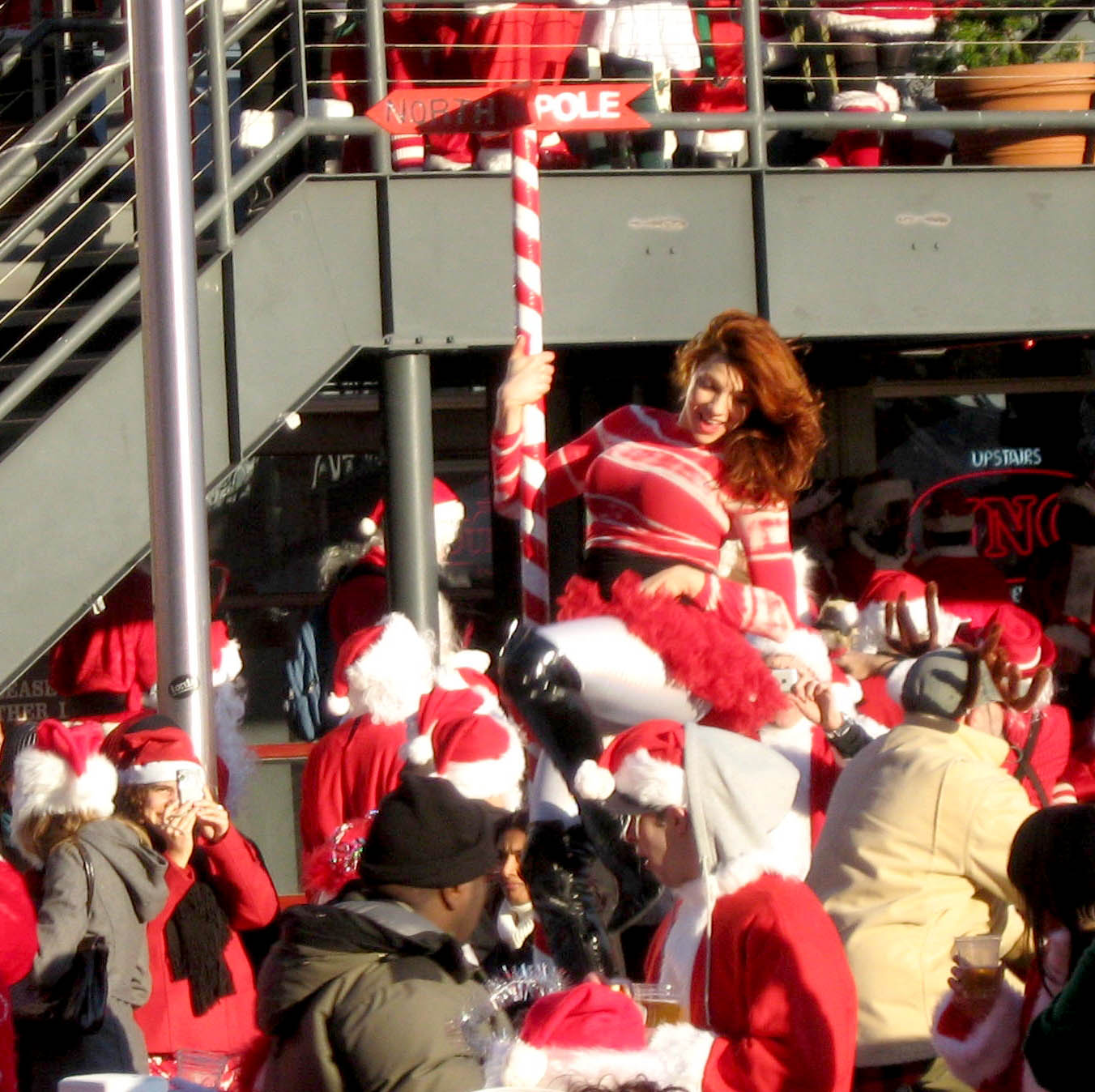
Celebración pública, secular en traje de temporada

Según un estudio de la Asociación Canadiense de Juguetes, las ventas máximas en la industria del juguete se producen en Navidad y en las fiestas, pero este pico se ha producido más tarde y más tarde en la temporada todos los años.

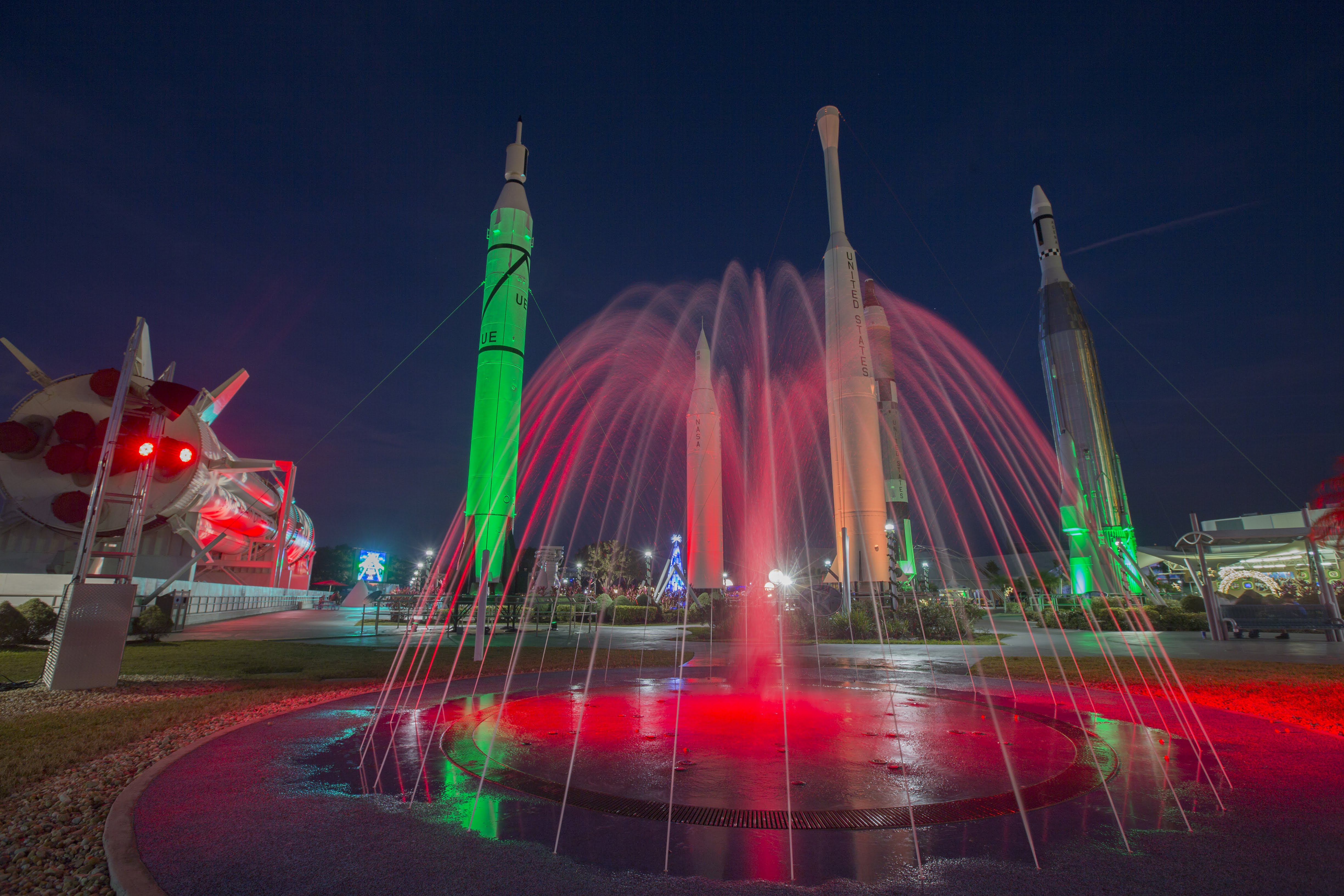
Navidad en el Complejo de Visitantes del Centro Espacial Kennedy de la NASA

En 2005, el inicio de la temporada navideña de compras en línea, el primer lunes después del Día de Acción de Gracias de EE. UU., se denominó Lunes Cibernético. Aunque fue un pico, ese no fue el día de compras en línea más ocupado de ese año. Los días de compras en línea más concurridos fueron el 12 y 13 de diciembre, casi dos semanas después; el segundo lunes de diciembre se conoce desde entonces como Lunes Verde. Otro día notable es el Día de Envío Gratuito, un día promocional que sirve como el último día en el que una persona puede pedir un bien en línea y hacer que llegue a través de envío estándar (el precio que paga el remitente) antes de la Nochebuena; este día suele ser el 16 de diciembre o cerca de esa fecha. Cuatro de los 11 días más grandes de compras en línea en 2005 fueron del 11 al 16 de diciembre, con un aumento del 12% con respecto a las cifras de 2004. En 2011, el Lunes Cibernético estuvo ligeramente más ocupado que el Lunes Verde y el Día del Envío Gratuito, aunque los tres días registraron ventas por más de US$1.000 millones, y los tres días registraron ganancias que oscilaron entre el 14% y el 22% con respecto al año anterior. Los analistas habían pronosticado el máximo el 12 de diciembre, señalando que los lunes son los días más populares para las compras en línea durante la temporada de compras navideñas, en contraste con la mitad de la semana durante el resto del año. Lo atribuyen a la gente "comprando en tiendas y centros comerciales los fines de semana, y .... extendiendo esa experiencia de compra cuando entran en el trabajo el lunes" por "buscando ofertas.... comparando compras y... encontrando artículos que estaban fuera de stock en las tiendas".
En 2006, se esperaba que el promedio de los hogares estadounidenses gastara alrededor de 1.700 dólares en gastos de Navidad y días festivos. Los estrategas del comercio minorista, como el equipo de investigación de la CAPI, observaron en 2005 que el 15% de los gastos de las vacaciones se realizaban en forma de certificados de regalo, porcentaje que iba en aumento. Por lo tanto, recomendaron que los minoristas manejen sus inventarios durante toda la temporada de compras navideñas, con un inventario más esbelto al principio y nuevas mercancías de invierno para las ventas de enero.
Michael P. Niemira, economista jefe y director de investigación para el Consejo de Centros Comerciales, afirma que espera que el uso de certificados de regalo sea de entre 30.000 y 40.000 millones de dólares en la temporada de compras navideñas 2006/2007. Sobre la base de la creciente popularidad de los certificados de regalo, afirma que "para obtener una imagen real de las ventas navideñas, se puede considerar la posibilidad de medir las ventas de octubre, noviembre, diciembre y enero combinadas en lugar de sólo las ventas de noviembre y diciembre", porque con "una gran parte de ese gasto que no llega a los libros hasta enero, ampliar la duración de la temporada tiene sentido".
Según la encuesta Deloitte 2007 Holiday Survey, por cuarto año consecutivo, se espera que las tarjetas de regalo sean la primera compra de regalos en 2007, con más de dos tercios (69 por ciento) de los consumidores encuestados que planean comprarlas, en comparación con el 66 por ciento en 2006. Además, los compradores navideños están planeando comprar aún más tarjetas este año: un promedio de 5,5 tarjetas, en comparación con las 4,6 tarjetas que planeaban comprar el año pasado. Uno de cada seis consumidores (16 por ciento) planea comprar 10 o más tarjetas, en comparación con el 11 por ciento el año pasado. Los consumidores también están gastando más en total en tarjetas de regalo y más por tarjeta: 36,25 dólares por tarjeta en promedio, en comparación con los 30,22 dólares del año pasado. Las tarjetas de regalo siguen creciendo en aceptación: Casi cuatro de cada 10 consumidores encuestados (39 por ciento) preferirían recibir una tarjeta de regalo en lugar de mercancía, un aumento con respecto al 35 por ciento del año pasado. Además, la resistencia a dar tarjetas de regalo sigue disminuyendo: el 19 por ciento dice que no les gusta dar tarjetas de regalo porque son demasiado impersonales (en comparación con el 22 por ciento del año pasado). Los consumidores dijeron que las tarjetas son regalos populares para adultos, adolescentes y niños por igual, y que casi la mitad (46 por ciento) tienen la intención de comprarlas para la familia inmediata; sin embargo, dudan en comprarlas para sus cónyuges u otras personas importantes, y sólo el 14 por ciento dice que planea comprarlas para esos destinatarios.
Algunas tiendas en Canadá tienen ventas de Boxing Week (el periodo que va del Boxing Day a la víspera de Año Nuevo) para propósitos de impuestos sobre la renta.
Por otra parte, en México, esta temporada suele comenzar con El Buen Fin, el cual es un evento comercial durante el fin de semana posterior o durante el Día de la Revolución Mexicana y previo al Primer Domingo de Adviento, dónde las tiendas ofrecen descuentos y las personas compran preparativos para la Navidad. Además, posterior a ello se realiza una serie de festividades denominada como el Maratón Guadalupe-Reyes, la cual es popular en el país debido a la gran cantidad de fiestas en la época navideña y en la cual las ventas tienen un incremento considerable respeto al resto del año, entre el 20 de noviembre y el 6 de enero.
Esta temporada concluye el día 6 de enero, con la festividad de la Epifanía o Día de los Reyes Magos.

#### Christmas creep
Lo que se ha dado en llamar "Christmas creep" se refiere a un fenómeno de merchandising en el que comerciantes y minoristas explotan el estatus comercializado de la Navidad adelantando el inicio de la temporada de compras navideñas. El término se utilizó por primera vez a mediados de la década de 1980 y se asocia con el deseo de los comerciantes de aprovechar las compras navideñas particularmente pesadas mucho antes del Viernes Negro en los Estados Unidos y antes de Halloween en Canadá.
El término no se utiliza en el Reino Unido e Irlanda, donde los minoristas llaman a la Navidad el "cuarto de oro", es decir, los tres meses de octubre a diciembre son el trimestre del año en el que el sector minorista espera obtener mayores beneficios. También se puede aplicar para otros días festivos, en particular el Día de San Valentín, Semana Santa y Día de la Madre.

### Europa
En la República de Irlanda y el Reino Unido, la temporada de compras navideñas comienza a partir de mediados de noviembre, más o menos cuando se encienden las luces navideñas de las calles principales. En el Reino Unido en 2010, se esperaba que se gastaran hasta 8.000 millones de libras esterlinas en línea en Navidad, aproximadamente una cuarta parte del total de las ventas festivas al por menor. Los minoristas en el Reino Unido llaman a la Navidad el "cuarto de oro", es decir, los tres meses de octubre a diciembre son el trimestre del año en el que la industria minorista espera ganar más dinero. En Irlanda, a principios de diciembre o finales de noviembre de cada año, The Late Late Toy Show se emite en la televisión irlandesa, que presenta todos los juguetes populares durante todo el año que se están demostrando y exhibiendo antes de que comience la temporada navideña y las compras.
Los Países Bajos y Bélgica tienen una doble fiesta. La primera, la llegada del Obispo San Nicolás y San Pedro Negro, comienza a mediados de noviembre, con la entrega de regalos el 5 o 6 de diciembre. Esta es una fiesta separada de la Navidad, el Obispo San Nick (Sinterklaas) y Santa Claus (Kerstman) son personas diferentes. Los Países Bajos y Bélgica a menudo no comienzan la temporada de Navidad hasta el 6 o 7 de diciembre, es decir, después de que Sinterklaas haya terminado.
En Francia, las ventas de enero están restringidas por ley a no más de cuatro semanas en París, y a no más de seis semanas en el resto del país, normalmente a partir del primer miércoles de enero, y son uno de los dos únicos períodos del año en los que se permite a los minoristas realizar ventas.
En Italia, las rebajas de enero comienzan el primer fin de semana de enero y duran al menos seis semanas.
En Croacia y Bosnia (principalmente Sarajevo), los períodos de venta están regulados por la Ley de Protección del Consumidor. El período de ventas de enero comienza el 27 de diciembre y puede durar hasta 60 días.
En Alemania, el Winterschlussverkauf (rebajas de invierno antes del final de la temporada) era uno de los dos períodos de rebajas oficiales (el otro es el Sommerschlussverkauf, las rebajas de verano). Comienza el último lunes de enero y dura 12 días, vendiendo los productos sobrantes de la temporada de compras navideñas, así como las colecciones de invierno. Sin embargo, extraoficialmente, las mercancías se venden a precios reducidos en muchas tiendas a lo largo de todo el mes de enero. En el momento en que las ventas comienzan oficialmente, las únicas mercancías que quedan a la venta son de baja calidad, a menudo fabricadas especialmente para la venta. Desde la reforma legislativa de la ley correspondiente en 2004, las ventas de temporada están permitidas a lo largo de todo el año y ya no se limitan a los productos relacionados con la temporada. Sin embargo, las ventas voluntarias todavía llamadas "Winterschlussverkauf" tienen lugar más adelante en la mayoría de las tiendas en la misma época del año.
En Suecia, donde la semana del primer domingo de Adviento marca el inicio oficial de la Navidad y las vacaciones, continuando con el día de Santa Lucía el 13 de diciembre, seguido por la Navidad antes de la Mellandagsrea (entre los días de venta) que tradicionalmente comienza el 27 de diciembre (hoy en día a menudo el 26 de diciembre o incluso el 25 de diciembre) y dura durante el resto de las vacaciones de Navidad. Es similar al Viernes Negro, pero dura más tiempo. Duran 34-35 días. El propio Viernes Negro también ha ganado publicidad en Suecia desde principios de los años 2010. La Navidad sueca y la temporada de vacaciones continúa durante la Epifanía, y finalmente termina el Día de San Canuto (tjugondag jul) cuando los niños tienen una fiesta llamada Julgransplundring (en:Knut's party).
En Bosnia (República Srpska), Montenegro y Serbia, las ventas de vacaciones comienzan a mediados de diciembre y duran al menos un mes.

### Asia
Hong Kong tiene muchas actividades de temporada y tradiciones que ofrecer en la época navideña. Los días 25 y 26 de diciembre son días festivos que hacen que la mayoría de las tiendas estén abiertas para ir de compras. A los lugareños y turistas les encanta ver el árbol de Navidad Swarovski de 30 metros en el centro, así como las exhibiciones de luces navideñas en los edificios del puerto de Victoria. Cada año se celebra una gran fiesta en Hong Kong llamada Winterfest, que incluye centros comerciales, tiendas, parques temáticos y otras atracciones.
Filipinas tiene la temporada navideña más larga, según se informa. Desde septiembre hasta el 9 de enero, que es la fiesta del Nazareno Negro (la temporada termina en la Fiesta del Bautismo del Señor el segundo domingo de enero o el lunes después de la Epifanía si el segundo domingo está marcado como tal), los cantantes de villancicos pueden ser escuchados típicamente yendo de puerta en puerta dando serenatas a sus compañeros filipinos a cambio de dinero. En todo el país se cuelgan en todas partes faroles en forma de estrella (llamados parol) y se encienden las luces. El Simbang Gabi o misa de la madrugada comienza el 16 de diciembre y dura nueve días hasta la Nochebuena.
La población de Corea del Sur es 30% cristiana y la Navidad es un día festivo. Según el Washington Post, "los coreanos prefieren regalos de Navidad en efectivo antes que regalos más creativos".
Singapur celebra ampliamente la Navidad, que es un día festivo en este país. Durante seis semanas, de mediados de noviembre a principios de enero, el tramo de 2,2 kilómetros (1,4 mi) de Orchard Road brilla con luces de árboles decorados y fachadas de centros comerciales y hoteles.

## Saludos
Una selección de saludos de buena voluntad se utiliza a menudo en todo el mundo para dirigirse a extraños, familiares, colegas o amigos durante la temporada. Algunos saludos son más frecuentes que otros, dependiendo de la cultura y la ubicación. Tradicionalmente, los saludos predominantes de la temporada han sido "Feliz Navidad" y "Feliz Año Nuevo". A mediados y finales del siglo XX en Estados Unidos, los saludos más genéricos como "Happy Holidays" y "Season's Greetings" comenzaron a cobrar importancia cultural, y esto se extendería más tarde a otros países occidentales como Canadá, Australia y, en menor medida, a algunos países europeos. Una encuesta realizada en 2012 por Rasmussen Reports indicó que el 68% de los estadounidenses prefieren el uso de "Feliz Navidad", mientras que el 23% prefiere "Felices Fiestas". Una encuesta canadiense similar realizada por Ipsos-Reid indicó que el 72% de los canadienses preferían "Feliz Navidad".

### Feliz Navidad
Los saludos y las despedidas "merry Christmas" y "happy Christmas" se utilizan tradicionalmente en los países de habla inglesa, comenzando unas semanas antes de Navidad (25 de diciembre) cada año.
Las variaciones son:
- "Merry Christmas", el saludo tradicional inglés, compuesto de merry y Navidad (inglés antiguo: Cristes mæsse, para la Misa de Cristo).
- "Happy Christmas", un saludo equivalente que es común en Gran Bretaña e Irlanda.
- "Merry Xmas", con la "X" reemplazando "Christ" (ver Xmas) a veces se usa por escrito, pero muy raramente en el habla. Esto está en línea con el uso tradicional de la letra griega chi (mayúscula Χ, minúscula χ), la letra inicial de la palabra Χριστός (Cristo), para referirse a Cristo.

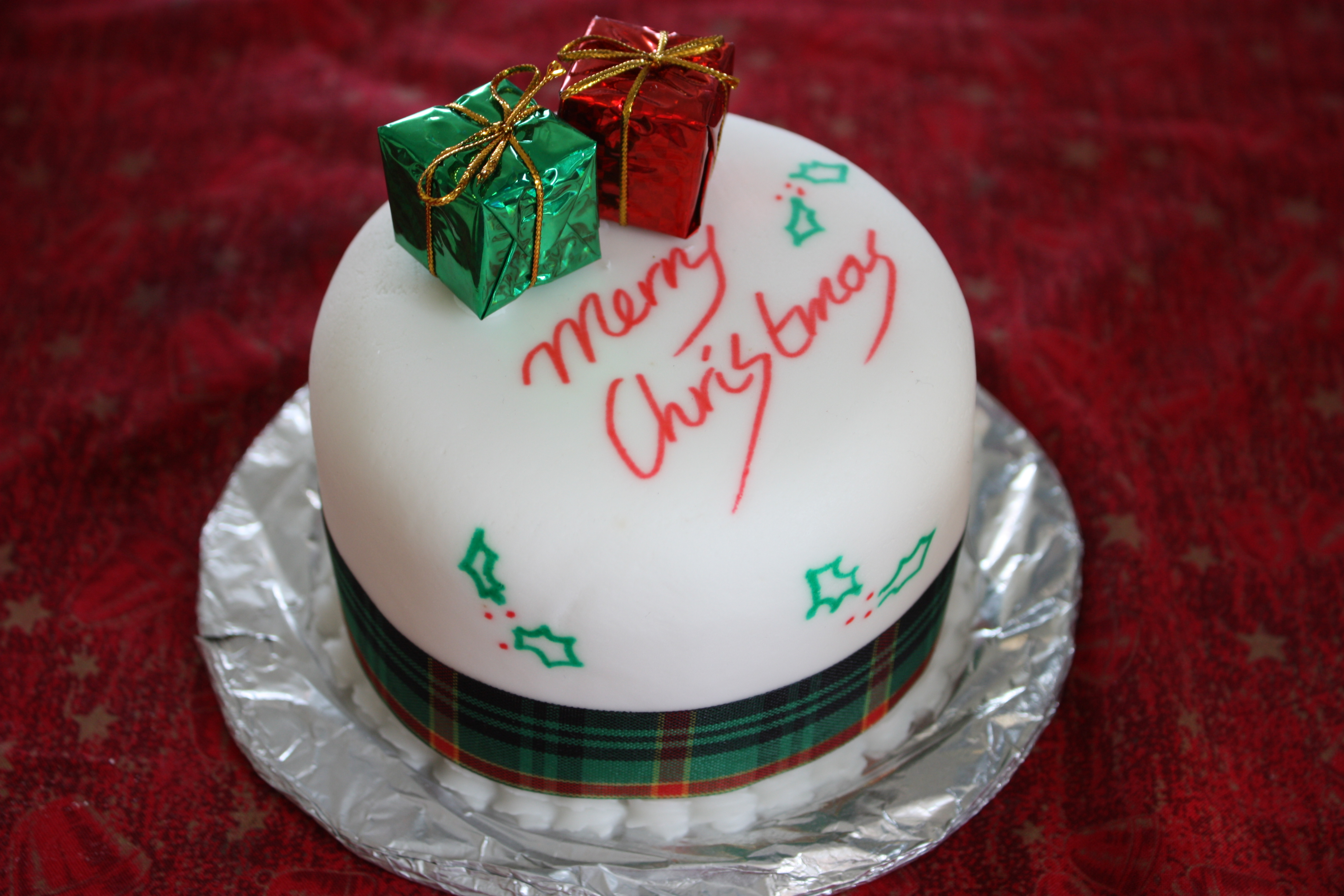
Un pastel de Navidad con un saludo de "Feliz Navidad".

Estos saludos y sus equivalentes en otros idiomas son populares no sólo en países con una gran población cristiana, sino también en las naciones no cristianas de China y Japón, donde la Navidad se celebra principalmente debido a las influencias culturales de los países predominantemente cristianos. Su popularidad ha disminuido un poco en Estados Unidos y Canadá en las últimas décadas, pero las encuestas de 2005 indicaron que seguían siendo más populares que las "felices fiestas" u otras alternativas.

#### Historia de la frase

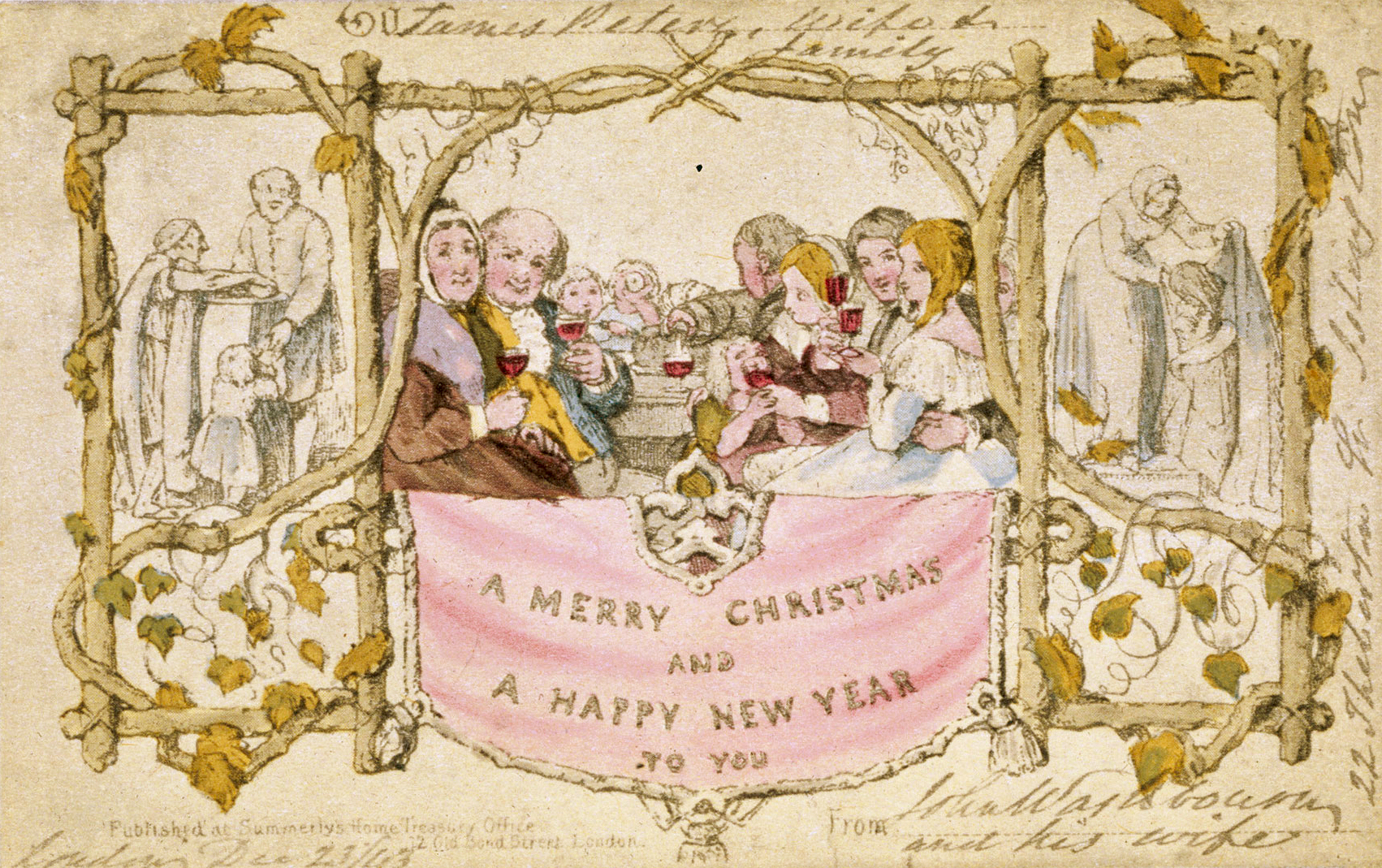
"Feliz Navidad" aparece en la primera tarjeta de Navidad del mundo producida comercialmente, diseñada por John Callcott Horsley para Henry Cole en 1843.

"Merry", derivado del antiguo inglés myrige, originalmente significaba simplemente "agradable" en lugar de alegre (como en la frase "merry month of May").
La Navidad se ha celebrado desde el siglo IV d. C., el primer uso conocido de cualquier fecha de felicitación navideña fue en 1534. "Feliz Navidad y próspero año nuevo" (así incorporando dos saludos) fue en una carta informal escrita por un almirante inglés en 1699. La misma frase está contenida en el título de villancico inglés "We Wish You a Merry Christmas" (Te deseamos una feliz Navidad), y también aparece en la primera tarjeta de Navidad comercial, producida por Henry Cole en Inglaterra en 1843.
También en 1843, se publicó A Christmas Carol de Charles Dickens, durante el renacimiento victoriano medio de la fiesta. La palabra "merry" empezaba entonces a tomar su significado actual de "jovial, alegre y extrovertido". "Feliz Navidad" en este nuevo contexto ocupó un lugar destacado en el Cuento de Navidad. El cínico Ebenezer Scrooge desvía bruscamente el saludo amistoso: "Si pudiera hacer mi voluntad... cada idiota que anda con 'Feliz Navidad' en sus labios debería ser hervido con su propio pudín." Después de que la visita de los fantasmas de la Navidad afecte su transformación, Scrooge exclama: "Soy tan feliz como un colegial. Feliz Navidad a todos" e intercambia de corazón el deseo a todos los que encuentra. La popularidad instantánea de A Christmas Carol, las tradiciones navideñas de la época victoriana que caracteriza, y el nuevo significado del término que aparece en el libro popularizó la frase "Feliz Navidad".
La alternativa "happy Christmas" se utilizó a finales del siglo XIX, y en el Reino Unido e Irlanda es un saludo oral común, junto con "merry Christmas" (Feliz Navidad). Una de las razones puede ser la influencia de la clase media victoriana en el intento de separar la celebración sana de la temporada navideña de la insobriedad pública y el comportamiento asocial asociado, en una época en la que alegre también significaba "intoxicado" - se dice que la Reina Isabel II prefiere "happy Christmas" por esta razón. En sus mensajes navideños anuales a la Mancomunidad, la Reina Isabel ha usado "happy Christmas" con mucha más frecuencia que "merry Christmas". Nota: "merry Christmas" se ha utilizado sólo cuatro veces: en 1962, 1967, 1970 y 1999. "Happy Christmas" se ha utilizado en casi todas las emisiones desde 1956. Un año incluía ambos saludos, y en 1954 y 2007 se utilizó el término "blessed Christmas".
En la obra "A Visit from St. Nicholas" (1823) del poeta estadounidense Clement Moore, la frase final, originalmente escrita como "Happy Christmas to all, and to all a good night" (Feliz Navidad a todos y a todos una buena noche), ha sido cambiada en muchas ediciones posteriores a "Merry Christmas to all" (Feliz Navidad a todos), lo que quizás indica la relativa popularidad de las frases en los Estados Unidos.

### Felices fiestas
En Estados Unidos, las "felices fiestas" (junto con los "saludos de temporada" igualmente generalizados) se han convertido en un saludo navideño común en la esfera pública de los grandes almacenes, las escuelas públicas y las tarjetas de felicitación. Su uso se limita generalmente al período comprendido entre el Día de Acción de Gracias y el Día de Año Nuevo. La frase "felices fiestas" se ha utilizado como saludo navideño en Estados Unidos durante más de 100 años.
El creciente uso de las "felices fiestas" ha sido objeto de cierta controversia en Estados Unidos. Los defensores afirman que las "felices fiestas" son un saludo inclusivo que no pretende ser un ataque al cristianismo o a otras religiones, sino más bien una respuesta a lo que dicen que es la realidad de una creciente población no cristiana.
Los críticos de las "felices fiestas" suelen afirmar que se trata de un neologismo laico. El saludo puede ser considerado materialista, consumista, ateo, indiferente, agnóstico, políticamente correcto o anticristiano. Los críticos de la frase la han asociado con un choque cultural más amplio denominado "Guerra de Navidad".  El reverendo Barry W. Lynn, director ejecutivo de Americans United for Separation of Church and State (Americanos Unidos por la Separación de la Iglesia y el Estado), ha declarado que el alboroto se basa en "historias que sólo a veces contienen un poco de verdad y a menudo son completamente falsas".

### Saludos de temporada
"Los saludos de temporada" es un saludo que se usa más comúnmente como lema en las tarjetas de felicitación de la temporada de invierno y en los anuncios comerciales, que como una frase hablada. Además de "Feliz Navidad", las tarjetas navideñas victorianas llevaban una variedad de saludos, incluyendo "felicitaciones de la temporada" y "saludos navideños". A finales del siglo XIX, "con los saludos de la estación" o simplemente "los saludos de la estación" comenzaron a aparecer. En la década de 1920 se había reducido a "saludos de temporada", y desde entonces se ha convertido en un elemento fijo de las tarjetas de felicitación. Varias tarjetas navideñas de la Casa Blanca, entre ellas la del presidente de Estados Unidos Dwight D. Eisenhower de 1955, contienen esta frase.

## Análisis médicos
Se han realizado diversos estudios sobre los efectos de la Navidad y las fiestas, que abarcan varios días festivos, en la salud. Han llegado a la conclusión de que los cambios de salud que se producen durante la Navidad y las fiestas no se invierten durante el resto del año y tienen un efecto acumulativo a largo plazo sobre la vida de una persona, y que los riesgos de varios problemas médicos aumentan durante la Navidad y las fiestas.

### Nutrición
Yanovski et al. investigaron la afirmación de que el estadounidense promedio gana peso durante la temporada. Encontraron que el aumento de peso promedio durante la Navidad y las fiestas es de alrededor de 0.48 kilogramos (1.1 lb). También encontraron que este aumento de peso no se revierte durante el resto del año, y concluyeron que esto "probablemente contribuye al aumento de peso corporal que ocurre con frecuencia durante la edad adulta" (cf. Cuaresma).
Chan et al. investigaron los aumentos en la A1C y en la glucosa en plasma en ayunas en pacientes diabéticos tipo 2, para ver si estos aumentos eran constantes a lo largo del año o variaban estacionalmente. Concluyeron que las vacaciones de invierno sí influyeron en el control glucémico de los pacientes, siendo los mayores incrementos durante ese período, incrementos que "podrían no revertirse durante los meses de verano y otoño".
La Navidad y las fiestas, según una encuesta de la ADA, es la segunda razón más popular, después de los cumpleaños, para compartir alimentos en el lugar de trabajo. El British Columbia Safety Council afirma que si no se siguen los procedimientos adecuados de seguridad alimentaria, los alimentos que se preparan para compartir en el lugar de trabajo pueden servir como un caldo de cultivo para las bacterias, y recomienda que los alimentos perecederos (para los que se dan pizzas, fiambres, salsas, ensaladas y sándwiches como ejemplo) no se dejen de consumir durante más de dos horas.

### Otras cuestiones
Una encuesta realizada en 2005 encontró que las compras causaban dolores de cabeza en casi una cuarta parte de las personas y el insomnio en el 11 por ciento.
Phillips et al. investigaron si parte o todo el aumento de la mortalidad cardiaca que ocurre durante diciembre y enero podría atribuirse a las fiestas de Navidad y Año Nuevo en lugar de a factores climáticos. Concluyeron que la Navidad y las fiestas son "un factor de riesgo para la mortalidad cardiaca y no cardiaca", afirmando que hay "múltiples explicaciones para esta asociación, incluyendo la posibilidad de que los retrasos en la búsqueda de tratamiento inducidos por las fiestas jueguen un papel en la producción de los picos vacacionales gemelos".
La Sociedad Canadiense del Asma afirma que la Navidad y las fiestas aumentan la exposición a los irritantes porque las personas pasan el 90% de su tiempo en interiores, y que las decoraciones de temporada en el hogar introducen irritantes adicionales, más allá de los que existen durante todo el año. Recomienda que los asmáticos eviten las velas perfumadas, por ejemplo, recomendando que no se enciendan las velas o que se utilicen velas de soja o de cera de abejas.

## Otros efectos
Según el Centro de Reciclaje de Stanford, los estadounidenses tiran un 25% más de basura durante la Navidad y las fiestas que en otras épocas del año.
Debido al clima frío en el Hemisferio Norte, la Navidad y las fiestas (así como la segunda mitad del invierno) son una época de mayor uso de combustible para la calefacción doméstica. Esto ha suscitado preocupación en el Reino Unido por la posibilidad de que se produzca una escasez en el suministro nacional de gas. Sin embargo, en el caso de una estación fría excepcionalmente larga, son los usuarios industriales, firmantes de contratos de suministro interrumpibles, los que se encontrarían sin suministro de gas.
La Administración de Incendios de los Estados Unidos afirma que la Navidad y la temporada de fiestas es "una época de alto riesgo de incendios en invierno" y que el hecho de que muchas personas celebren las diferentes fiestas durante la Navidad y la temporada de fiestas decorando sus hogares con guirnaldas estacionales, luces eléctricas, velas y pancartas, tiene el potencial de cambiar el perfil de la incidencia y la causa de los incendios. El Ministerio de Asuntos Municipales del Gobierno de Alberta afirma que los incendios relacionados con las velas aumentan en un 140% durante la Navidad y las fiestas, y que la mayoría de los incendios implican errores humanos y la mayoría de las muertes y lesiones son el resultado de no apagar las velas antes de acostarse. Afirma que los consumidores no esperan que los candelabros se vuelquen o se incendien, suponiendo que sean seguros, pero que, de hecho, los candelabros pueden hacerlo.
Debido al aumento del consumo de alcohol en las festividades y a las peores condiciones de las carreteras durante los meses de invierno, los accidentes de tráfico relacionados con el alcohol aumentan durante la Navidad y las vacaciones.

## Cuestiones jurídicas

### Estados Unidos
En los Estados Unidos, la Cláusula de Establecimiento de la Primera Enmienda a la Constitución de los Estados Unidos ha tenido un impacto legal significativo en las actividades de los gobiernos y de las escuelas públicas financiadas por el estado durante y en relación con la Navidad y las fiestas, y ha sido fuente de controversia.
Las escuelas públicas están sujetas a lo que la Liga Antidifamación denomina el "dilema de diciembre", es decir, la tarea de "reconocer las diversas tradiciones religiosas y seculares de las fiestas celebradas durante esa época del año", al tiempo que restringe la observancia de las diversas fiestas religiosas a lo que es permitido por la Constitución. La ADL y muchas autoridades del distrito escolar han publicado directrices para las escuelas y para los maestros.  Por ejemplo, la directiva sobre el mantenimiento de la neutralidad religiosa en las escuelas públicas durante la Navidad y las fiestas, dada a los administradores de las escuelas públicas del Distrito de Columbia por el superintendente, contiene varios puntos sobre lo que se puede enseñar y lo que no se puede enseñar en el distrito escolar de Washington D. C., los temas de las fiestas y los conciertos, el uso de símbolos religiosos, la ubicación de los eventos y clases escolares y la oración.

### Rusia
En 2002, el alcalde de Moscú, Yuriy Luzhkov, ordenó a todas las tiendas, restaurantes, cafés y mercados que exhibieran decoraciones de temporada y luces en sus ventanas e interiores a partir del 1 de diciembre. Los bancos, las oficinas de correos y las instituciones públicas debían hacer lo mismo a partir del 15 de diciembre, y los infractores podían ser sancionados con multas de hasta 200 rublos. Se ordenó a todas las empresas que tuvieran ventanas iluminadas durante el horario de 16:30 a 01:00 horas. Esto causó una reacción mixta, con personas que se oponían a que se les obligara a poner decoraciones.